# غراهام سيمبسون
غراهام سيمبسون (بالإنجليزية: Graham Simpson)‏ هو عازف قيثارة بريطاني، ولد في 13 أكتوبر 1943 في مانشستر في المملكة المتحدة، وتوفي في 16 أبريل 2012.

## وصلات خارجية
- غراهام سيمبسون على موقع ميوزك برينز (الإنجليزية)
- غراهام سيمبسون على موقع ديسكوغز (الإنجليزية)